# O metróvonal (Prága)
A prágai O metróvonal (csehül: Linka O; esetekben és korábban: E metróvonal, csehül: Linka E) egy tervezett metróvonal, mely időrendi sorrendben a prágai metró ötödik átadott vonala lenne. A vonal a narancssárga színt kapná.
Az első tervek egy gyűrűs vonalra az 1980-as években születtek meg, akkor még E-vonal néven. 2008-ban újraélesztették a tervet, de csak egy félkör alakú szakaszként. A legutóbbi javaslatot 2022-ben adták be, amiben visszatértek a gyűrűs vonalhoz.

## Története

### Első javaslatok
A vonallal kapcsolatos első ötletek már az 1980-as években megjelentek. Egy átfogó tanulmány 1987 júniusában látott napvilágot, mely már felvázolta az E jelű vonalat is, az alábbi állomásokkal:
- Chmelnice (csatlakozás a szintén tervezett D metróval)
- Palmovka (csatlakozás a B metróval)
- Dělnická
- Vltavská (csatlakozás a C metróval)
- Letenské náměstí
- Hradčanská (csatlakozás az A metróval)
- Pohořelec
- Moskevská (csatlakozás a B metróval) – állomás mai neve: Anděl
- Smíchovské nádraží (csatlakozás a B metróval)
- Kavčí hory
- Mládežnická (csatlakozás a C metróval és a D metróval) – állomás mai neve: Pankrác
- Strašnická (csatlakozás az A metróval)
- Chmelnice

Ez egy kör alakú pályát jelent, mely a már elkészült metróvonalakat is több helyen keresztezi és számol a szintén csak tervezett D metróval is.
Egy másik alternatívaként az E vonal helyett a C vonalat hosszabbították volna meg a déli irányban.
A 2000-es évek elején újra előkerültek a tervek, de 2006-ban a Közlekedési Bizottság elnöke szerint a D metró is csak 2025-2030 körül készülhet el, mely részben az E vonal korábbi körvonali tervét részben meg is valósítaná. Ugyanebben az évben, októberben bemutatták a fejlesztési terveket. A cikk szerint csak a távoli jövőben valósulhat meg az ötödik metró, ezért részleteket sincs értelme közölni.
A prágai metrók a szovjet modell szerint épültek, mely körirányú vonalakkal ma már létezik. Azonban Prága sokkal kisebb város, mint Moszkva, így sokan irreális luxusnak tartják hasonló hálózat megépítését.
Az eredeti E-vonal tervezett állomásai:

### 2022-es javaslat
2022 februárjában került ismét napirendre a vonal terve, mikor a Praha sobě mozgalom bejelentette, hogy beadtak egy kérvényt egy kivitelezhetőségi terv elkészítésére. Az O vonal 36 kilométer hosszú lenne, 23 megállóval.
A tervet Adam Scheinherr mutatta be egy térképen, amin a D vonal kék, az O vonal pedig narancssárga színnel volt feltüntetve. A Nádražím Podbaba és a Terminálem Sever közötti szakasz szaggatott vonallal volt feltüntetve és az itt található állomások még nem kaptak nevet. Scheinherr elmondása szerint a javaslatot több képviselővel is megvitatta, akik egyet értettek, hogy folytatni kell a rendszer fejlesztését a D vonal megépítését követően. Hozzátette, hogy a költségét még nem tudja megjósolni, de könnyen megoldható lenne, hogy a szakasz túlnyomó részén a felszínen fusson a vonal.

A tervezett vonal állomásai:
Nádraží Podbaba – Dejvická (kereszteződik az A vonallal) – Vozovna Střešovice – Malovanka – Strahov – Anděl (kereszteződik a B vonallal) – Smíchovské nádraží (kereszteződik a B vonallal) – Dvorce – Olbrachtova (kereszteződik a D vonallal) – Budějovická (kereszteződik a C vonallal) – Brumlovka – Michle – Eden / Slavia – Želivského (kereszteződik az A vonallal) – Nákladové nádraží Žižkov – Chmelnice – Nádraží Libeň – Vysočanská (kereszteződik a B vonallal) – Prosek (kereszteződik a C vonallal) – Tupolevova – Nové Čakovice – Nádraží Čakovice – Terminál sever (VRT) – (4 meg nem nevezett állomás) – Nádraží Podbaba
2022. április 25-én a városi tanács elfogadta a vonal tervezésére létrehozott munkacsoport megalapítását. Scheinherr szerint a terv létrehozása két és fél évig fog tartani. Az ellenzéki pártok képviselői megkérdőjelezték a projekt kivitelezhetőségét és azt, hogy erre tényleg szüksége van-e Prágának. Tomáš Portlík, Prága 9 polgármestere választási előtti populizmusnak nevezte a tervet. A kivitelezési tanulmány költségvetése 30 millió korona, ami 2025-ös befejezése után a déli szakasz építkezési engedélyének megszerzésére 2033 körülre számítanak.
2023. március 17-én Zdeněk Hřib megosztott egy képet a Kalóz Párt logójával Facebook oldalán, amiben a régi E megjelöléssel szerepelt a tervezett metróvonal, a belső villamos vonallal együtt, aminek befejezéséért kampányolt a párt.

## Külső hivatkozások
- A Metroweb honlapja. metroweb.cz. (Hozzáférés: 2016. március 7.) (angolul) (csehül)
- A DPP honlapja. dpp.cz. (Hozzáférés: 2016. március 7.) (angolul) (csehül)

## Fordítás
- Ez a szócikk részben vagy egészben  az   E (linka metra v Praze) című cseh Wikipédia-szócikk fordításán alapul.  Az eredeti cikk szerkesztőit annak laptörténete sorolja fel. Ez a jelzés csupán a megfogalmazás eredetét és a szerzői jogokat jelzi, nem szolgál a cikkben szereplő információk forrásmegjelöléseként.